# Флавий Патерий
Флавий Патерий (на латински: Flavius Paterius) е политик на Западната Римска империя през 5 век по времето на император Валентиниан III.
През 442 г. Патерий e преториански префект на Италия. През 443 г. той е консул заедно с Петроний Максим.